# Marilyn vos Savant
 (juillet 2016).
 (février 2017).
Si vous disposez d'ouvrages ou d'articles de référence ou si vous connaissez des sites web de qualité traitant du thème abordé ici, merci de compléter l'article en donnant les références utiles à sa vérifiabilité et en les liant à la section « Notes et références ».
Marilyn vos Savant (prononcé [mæɹɪlɪn vɔs səvɑːnt]), née Marilyn Mach le 11 août 1946 à Saint Louis, Missouri, est une femme d'affaires et écrivaine américaine.

## Biographie

### Jeunesse
Marilyn Mach est née en 1946 à Saint Louis dans le Missouri, ses parents étant Joseph Mach et Mary vos Savant. Ses grands-parents maternels se nomment Joseph vos Savant et Mary Savant, tandis que les parents de son père s'appellent Anton Mach et Anna Moravec. C'était une coïncidence que les noms des parents de sa mère étaient presque identiques.
Marilyn Mach a finalement décidé de rompre la tradition et de prendre le nom de jeune fille de sa mère au lieu du nom de famille de son père. Elle est une descendante d'Ernst Mach (1838-1916), un philosophe et physicien de nationalité autrichienne.
Elle s'est inscrite à l'université Washington de Saint-Louis, mais a abandonné ses études supérieures au bout de deux ans.

### Tests d'intelligence et controverses
Marilyn vos Savant a prétendu posséder l'un des quotients intellectuels les plus élevés au monde, indiqué par le Guiness Book of records, qui depuis a enlevé cette mention. Cette assertion est sujette à controverse.
D'après les indications qu'elle apporte, à l'âge de 10 ans, elle aurait passé le test de Stanford-Binet pour adultes et obtenu un score important, c'est-à-dire 164+ de QI[réf. souhaitée]. À un test où un adulte moyen résout 10 problèmes sur 50, elle a résolu les 50 problèmes. Ce score serait théoriquement atteint par un adulte sur 35 000 (4 écart-types si le modèle était une courbe de Gauss) mais il est atteint dans les faits par un adulte sur 10 000. Les psychologues ont extrapolé ce résultat comme correspondant à un QI de 228 pour une enfant de 10 ans parce qu'un enfant moyen de 10 ans réussirait normalement à résoudre 7 problèmes au lieu de 10. Cette méthode avait été employée par Catharine Cox Miles pour estimer le QI de plusieurs personnes célèbres (Goethe, Voltaire, John Stuart Mill...) à partir d'éléments connus de leur enfance.[source insuffisante]
À l'âge adulte, elle a passé un test non surveillé, dit le MEGA, et a obtenu 46 bonnes réponses sur 48. Ce score n'a été atteint que par trois individus. Ce niveau correspond à un QI de 186 (sd=16). Le score de 42/48 n'est théoriquement atteignable que par un adulte sur 1 million, mais ce résultat n'a pas été validé, le test n'ayant pas été administré à un nombre suffisant d'individus. Le score de 46/48 de Marilyn vos Savant correspondrait à 1 individu sur 200 000 000, ce qui signifierait qu'il y aurait environ 35 personnes au QI comparable dans le monde. En outre, le test est aujourd'hui défloré, les réponses ayant été notamment dévoilées sur Internet. Enfin, on a souvent critiqué la précision des tests de QI à des valeurs très élevées.[source insuffisante]
Marilyn vos Savant est membre de Mensa, une association réservée aux personnes au QI élevé.

### Activités
Marilyn vos Savant tient une rubrique dans Parade Magazine qui est un supplément dominical diffusé à plusieurs millions d'exemplaires, alors même que Marilyn conseille dans différents ouvrages de ne pas lire les journaux du dimanche. Dans cette rubrique, elle répond aux questions des lecteurs. Aucun sujet n'est traité de façon profonde, une page de ce journal n'offrant pas beaucoup de place.[réf. nécessaire]
Elle a suscité diverses polémiques dans ses réponses à des paradoxes et à des problèmes de probabilités contre-intuitifs bien connus des spécialistes. De nombreux enseignants, et même des universitaires, ont contesté ses conclusions, parfois de manière insultante. Pourtant, dans le cas le plus célèbre, celui du problème de Monty Hall, elle avait clairement exposé le raisonnement correct ; elle estime avoir reçu environ 10 000 lettres, la plupart réfutant sa réponse. Cependant, les réponses de Marilyn vos Savant contiennent parfois des erreurs ; ce fut en particulier le cas de ses remarques sur la démonstration par Andrew Wiles du grand théorème de Fermat.

### Vie privée
Marilyn vos Savant a épousé en troisièmes noces le professeur Robert Jarvik le 23 août 1987, concepteur du cœur artificiel. Ayant exercé le métier de trader pendant trois années, elle possède à la fin de ses études un capital de plusieurs millions de dollars américains.[réf. nécessaire]
Marilyn vos Savant est par ailleurs mère de deux enfants, Mary et Dennis, issus de son premier mariage.